# Hulda-Hrokkinskinna

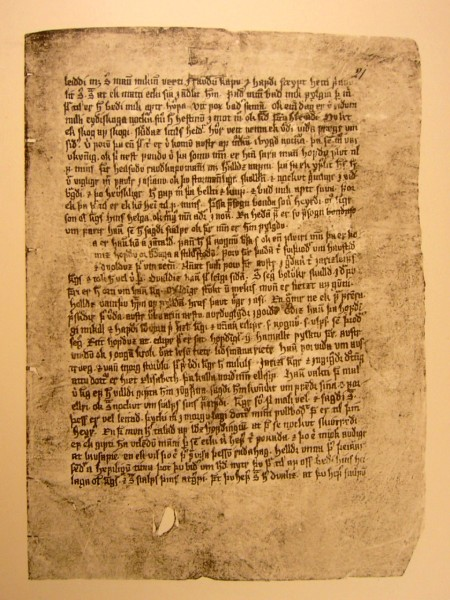
Hulda-Hrokkinskinna

La Hulda-Hrokkinskinna est l'une des sagas royales. Elle relate l'histoire des rois de Norvège entre 1035 (avènement de Magnús góði) à 1177 (mort de Magnús Erlingsson).
Rédigée après 1280, elle se base sur l'Heimskringla de Snorri Sturluson et incorpore des éléments d'une version de la Morkinskinna aujourd'hui perdue.
Son nom provient des deux manuscrits par laquelle elle nous est parvenue : Hulda (« [parchemin] caché ») et Hrokkinskinna (« parchemin froissé »).

## Anecdote
Cette saga fait partie des 4 sagas relatant une légende (erronée) de Guillaume le Conquérant tuant sa femme durant la préparation de la conquête de l'Angleterre